# Tricot, Oise
Tricot är en kommun i departementet Oise i regionen Hauts-de-France i norra Frankrike. Kommunen ligger i kantonen Maignelay-Montigny som tillhör arrondissementet Clermont. År 2022 hade Tricot 1 378 invånare.

## Befolkningsutveckling
Antalet invånare i kommunen Tricot
| Referens: INSEE |